# Unterunsbach
Unterunsbach ist ein Ortsteil des Marktes Essenbach im niederbayerischen Landkreis Landshut.
Das Kirchdorf liegt nördlich des Kernortes Essenbach an der B 15 und am Unsbacher Graben. Westlich verläuft die B 15n. 

## Sehenswürdigkeiten
In der Liste der Baudenkmäler in Essenbach ist für Unterunsbach ein Baudenkmal aufgeführt:
- Die katholische Kirche St. Johannes Baptist ist ein kleiner barocker Saalbau aus dem 18. Jahrhundert mit Lisenengliederung und Friesband. Der Westturm mit Achteckaufsatz trägt eine kleine Zwiebelkuppel.

In der Liste der Bodendenkmäler in Essenbach ist folgende Sehenswürdigkeit eingetragen:
- Turmhügel Unterunsbach, Turmhügel des Mittelalters